# Hunter River, Western Australia
Hunter River är ett vattendrag i Australien. Det ligger i delstaten Western Australia, omkring 2 100 kilometer nordost om delstatshuvudstaden Perth.
Trakten runt Hunter River består huvudsakligen av våtmarker. Trakten runt Hunter River är nära nog obefolkad, med mindre än två invånare per kvadratkilometer. Genomsnittlig årsnederbörd är 1 826 millimeter. Den regnigaste månaden är februari, med i genomsnitt 407 mm nederbörd, och den torraste är augusti, med 1 mm nederbörd.